# Kaupthing Bank
Kaupthing Bank (isl.: Kaupþing banki; [ˈkœipθɪŋɡ]) – islandzki bank komercyjny działający w latach 1982–2008.

## Działalność
Przed wybuchem kryzysu finansowego w 2008 r. Kaupthing Bank był największym bankiem w Islandii. Pod koniec 2007 r. wartość jego bilansu kształtowała się na poziomie 5347 mld ISK (58,3 mld EUR).
Działalność Kaupthing koncentrowała się głównie na regionie Europy Północnej – bank miał swoje oddziały w trzynastu państwach. Kaupthing świadczył zintegrowane usługi finansowe na rzecz przedsiębiorstw, inwestorów instytucjonalnych i osób fizycznych, podzielone na pięć segmentów branżowych: bankowość korporacyjną i detaliczną, rynki kapitałowe, operacje skarbowe, bankowość inwestycyjną oraz zarządzanie aktywami i bankowość prywatną. Ponadto bank zarządzał siecią oddziałów zajmujących się obsługą klientów detalicznych w Islandii, gdzie miał swoją siedzibę, oraz – w mniejszym zakresie – w Norwegii i Szwecji.
Kaupthing dysponował licencjami na prowadzenie działalności bankowej dzięki swoim jednostkom zależnym w Danii, Szwecji, Luksemburgu i Wielkiej Brytanii oraz oddziałom w Finlandii, Norwegii i Wyspie Man. Najważniejszymi jednostkami zależnymi Kaupthing były Kaupthing Singer & Friedlander (Wielka Brytania) oraz FIH Erhvervsbank (Dania), ale bank zarządzał również szesnastoma innymi jednostkami zależnymi i oddziałami w różnych państwach w Europie, Ameryce Północnej, Azji i na Bliskim Wschodzie.
Pod koniec 2007 r. bank zatrudniał 3334 osoby. Akcje banku były notowane na giełdzie OMX Nordic Exchange w Reykjavíku i Sztokholmie.

### Upadek
We wrześniu 2008 r. szereg dużych globalnych instytucji finansowych zaczęło doświadczać poważnych trudności. Podczas zawirowań na globalnych rynkach finansowych trzy największe islandzkie banki komercyjne, które w poprzednich latach odnotowywały wyjątkowo wysoki wzrost, zaczęły doświadczać trudności w refinansowaniu zaciągniętych przez siebie zobowiązań krótkoterminowych oraz trudności związanych z paniką bankową.
Doszło do dramatycznego wzrostu liczby przypadków wypłacania depozytów w zagranicznych oddziałach Landsbanki i Kaupthing, przy czym również w oddziałach krajowych dokonywano wypłat środków pieniężnych na ogromną skalę. W dniu 7 października 2008 r. Glitnir Bank i Landsbanki zostały przejęte przez Islandzki Urząd Nadzoru Finansowego (FME). Przez pewien czas sądzono, że Kaupthing Bank zdoła uniknąć tego samego losu, dlatego też w dniu 6 października 2008 r. Bank Centralny Islandii (BCI) udzielił bankowi Kaupthing pożyczki w wysokości 500 mln EUR, zabezpieczonej majątkiem FIH Erhvervsbanken, jednostki zależnej Kaupthing zlokalizowanej w Danii. W dniu 8 października 2008 r. władze Wielkiej Brytanii postawiły jednak w stan upadłości Kaupthing Singer & Friedlander (KSF), jednostkę zależną Kaupthing Bank w Wielkiej Brytanii. Następnego dnia FME przejęło kontrolę nad bankiem, korzystając z uprawnień przysługujących mu na mocy ustawy kryzysowej.
Bank funkcjonował w kilku krajach poprzez „spółki-córki” i tam środki deponentów były objęte gwarancjami krajowych systemów. W przypadku Finlandii i Norwegii zobowiązania wypłat niesamodzielnych oddziałów przejęły na siebie lokalne organy nadzorcze. W Austrii, gdzie oddział zaczął funkcjonować dopiero we wrześniu 2008 r., została zawarta ugoda i rachunki klientów przeniesiono do innych banków. Najdłużej trwała procedura ustalenia podmiotu, który miałby przejąć ciężar wypłat depozytów w Niemczech. Wypłaty deponentom środków z masy upadłościowej banku rozpoczęły się tam dopiero w czerwcu 2009 r.
Następcą gospodarczym banku jest utworzony w 2008 Arion Bank (wcześniej New Kaupthing Bank).